# 日本アルキルアルミ
日本アルキルアルミ株式会社（にっぽんアルキルアルミ、英文名称Nippon Aluminum Alkyls, Ltd.）は、アルキルアルミニウムをはじめとする有機金属化合物やその誘導体の製造を行う企業。三井化学及びアメリカのアルベマール・コーポレーションの折半出資による合弁事業である。

## 主な製品
- 触媒製品

合成樹脂や合成ゴム製造時に触媒となるアルキルアルミニウム類。トリエチルアルミニウム、トリイソブチルアルミニウム、ジエチルアルミニウムクロライド、エチルアルミニウムセスキクロライド、エチルアルミニウムジクロライド、トリ-n-オクチルアルミニウムの6種類が製造されている。
- ファインケミカル製品

医薬品合成、半導体製造に使われる、ジイソブチルアルミニウムハイドライド、ジエチル亜鉛、トリブチルボロン、トリエチルアルミニウムなどの有機金属化合物。いずれも空気との接触による自然発火性や、水と激しく反応する性質を持つ。

## 沿革
- 1968年8月 - 三井東圧化学（現・三井化学）と、アメリカのコンチネンタルオイル（現・ビスタケミカルカンパニー）との共同出資により、日本アルキルアルミ株式会社設立。
- 1970年3月 - 三井東圧化学大阪工業所内に製造設備完成、同年8月より生産開始。
- 1997年3月 - アメリカのアルベマールコーポレーション (Albemarle Corporation) が発行株式の50％を取得。

## 事業所
- 本社 - 〒100-0011 東京都千代田区内幸町二丁目2番2号 富国生命ビル
- 大阪工場 - 〒592-8501 大阪府高石市高砂1-5 三井化学大阪工場内